# Кельтские монеты
Кельтские монеты (Кельтская чеканка) — монеты кельтов в период от ок. 300 до н. до рубежа I века н. э.  Наиболее важными источниками при исследовании монет кельтов являются археологические находки, особенно монеты, из-за отсутствия собственной литературы. Кельтские монеты составляют самостоятельную область нумизматики.
Кельтская чеканка развивались под влиянием кельтской торговли и наемничества, дизайн этих монет копировал дизайн греков, в частности македонскую валюту при Филиппе II Македонском и его сыне Александре Великом.

## Возникновение
Первые кельтские монеты восходят к 300 году до нашей эры. Однако, поскольку на них нет тисненых дат или подобных отметок, такая датировка должна быть основана на других объектах из той же находки. Торговля с греками сыграла важную роль в развитии кельтских монет. Такие города, как греческий колониальный город Массалия, за столетия превратились в оживленные торговые центры в Галлии . Но именно здесь бартерная торговля, которая была широко распространена в Галлии, наталкивалась на все новые и новые проблемы, поскольку чеканка монет уже утвердилась в сфере греческого влияния. Кроме того, оплата галльских наемников, в Греции или Риме, производилась монетами. Предположительно, мотивированные этими обстоятельствами, кельты приняли монеты в качестве средства платежа. Кто инициировал чекан кельтских монет, можно только догадываться из-за отсутствия источников.

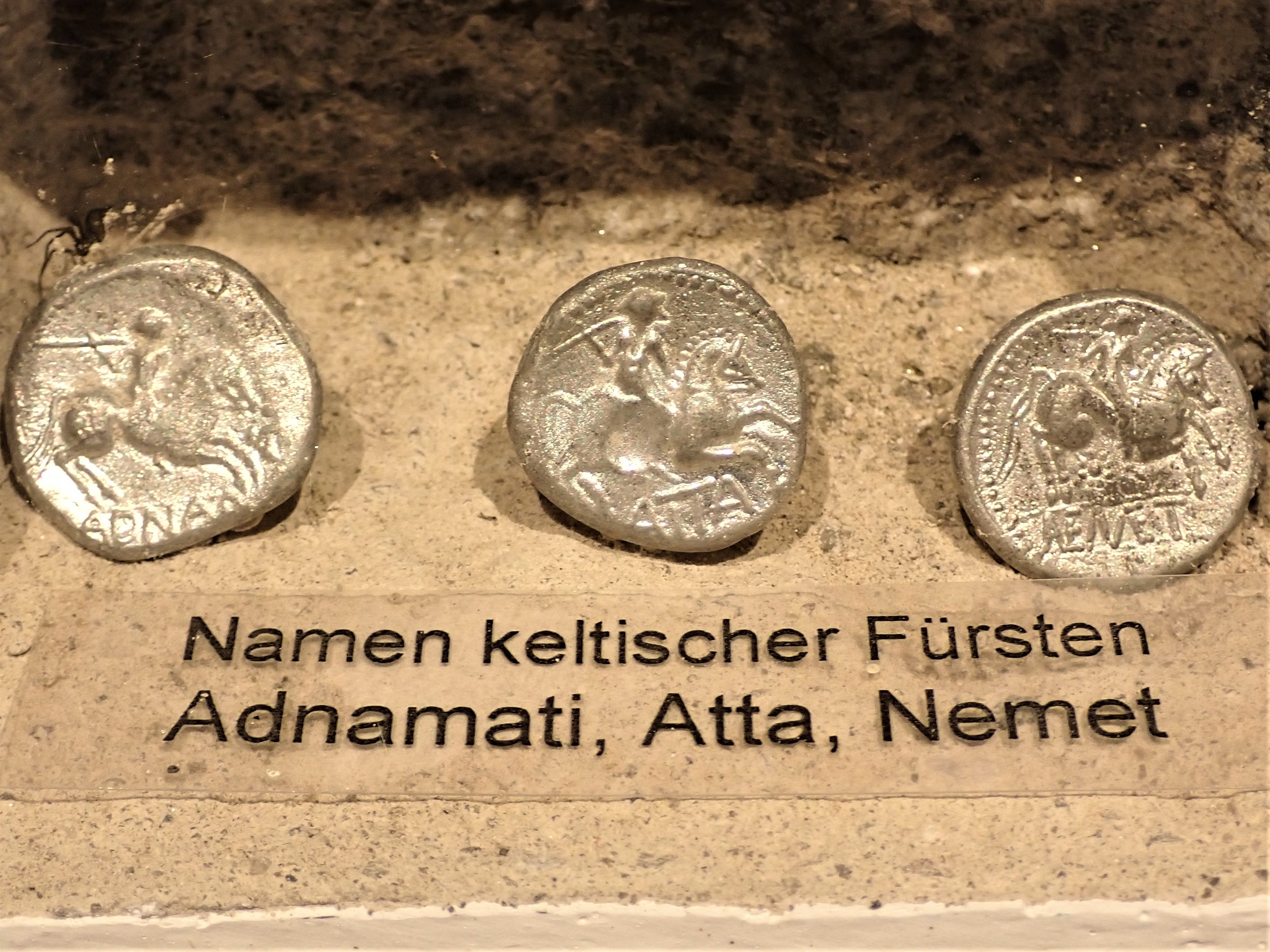
Имена кельтских князей на норических монетах, Римский музей Тернии.

Поскольку мы встречаем имена племенных князей, которые известны нам из Комментариев Цезаря, целиком или в сокращениях на тетрадрахмах (также называемых четвертными статерами), можно предположить, что князья также являются своего рода начальниками чеканки. Это также подтверждается некоторыми редкими нориканскими монетами, на которых имена принцев чеканились на обверсе.

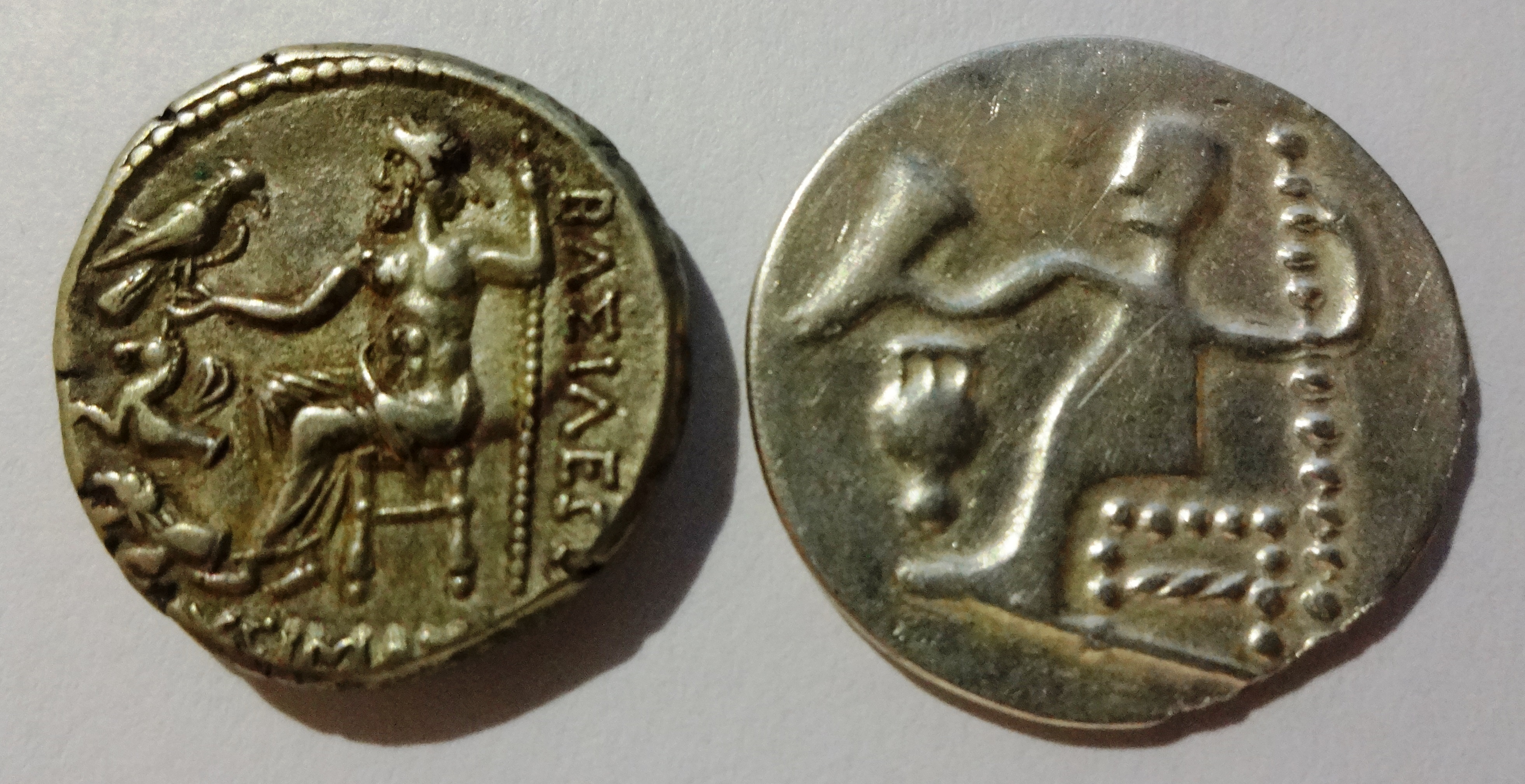
Греческая драхма (слева), кельтская имитация (справа).

## Стилистические различия
Кельтские монеты не образуют единой системы монет. В восточно-кельтском регионе и Средиземноморье серебро доминировало как металл для монет, а золото — на западе.
Кельтские племена, иммигрировавшие в Испанию в 9 веке до нашей эры, жили примерно с 200 года до нашей эры в римских провинциях  Hispania citerior  и Hispania Ulterior . С тех пор города начали чеканить собственные монеты, на которые часто оказывали влияние греческие и римские модели. [4] Таким образом, регион северных кельтских монет Испании ориентирован на номиналы (особенно денарии и асы).), а дизайн сильно основан на моделях Римской республики и ранней имперской эпохи. Даже если серебряные денарии с бородатой мужской головой на портретной стороне лишь приблизительно напоминают голову рома республиканского денария в шлеме, всадник с инкрустированным копьем, показанный на реверсе, очень похож на диоскуров республиканского денария. Бронзовые асы с изображением портрета и латинскими буквами также напоминают римские модели. Это, в частности, относится к монетам, которые чеканились в городах со статусом муниципия (например, Гадес ) и на которых был портрет Августа или более позднего Тиберия.
В Галлии можно увидеть разные влияния. Город Массалия, основанный греками, чеканил драхмы и  оболы с бюстом Артемиды по образцам из Греции. Монеты римской колонии Немаус (сегодня Ним ) или столицы провинции Лугдунум принадлежали к римской монетной системе. Напротив, монетам галльских племен до римской оккупации был придан собственный стиль с сильной стилизацией (в основном головы и лошади).
В северной Италии, как и в Массалии, подражали греческим драхмам, в то время как так называемые восточные кельты взяли драхмы и тетрадрахмы у Филиппа II, его сына Александра Великого и острова Тасос в качестве моделей.
3ападные кельтские монеты следовали римским или греческим моделям с небольшой стилизацией или без нее. Восточно-кельтские монеты следовали эллинистическим образцам со значительной стилизацией. Монеты галльских племен до римской оккупации и монеты южной Германии выполнены в чисто кельтском стиле. По сути, уровень абстракции кельтских монет со временем увеличивался. Это означает: чем более абстрактно изображение на монете, тем больше вероятность того, что монета более новая.

## Галльские имитации филиппусa

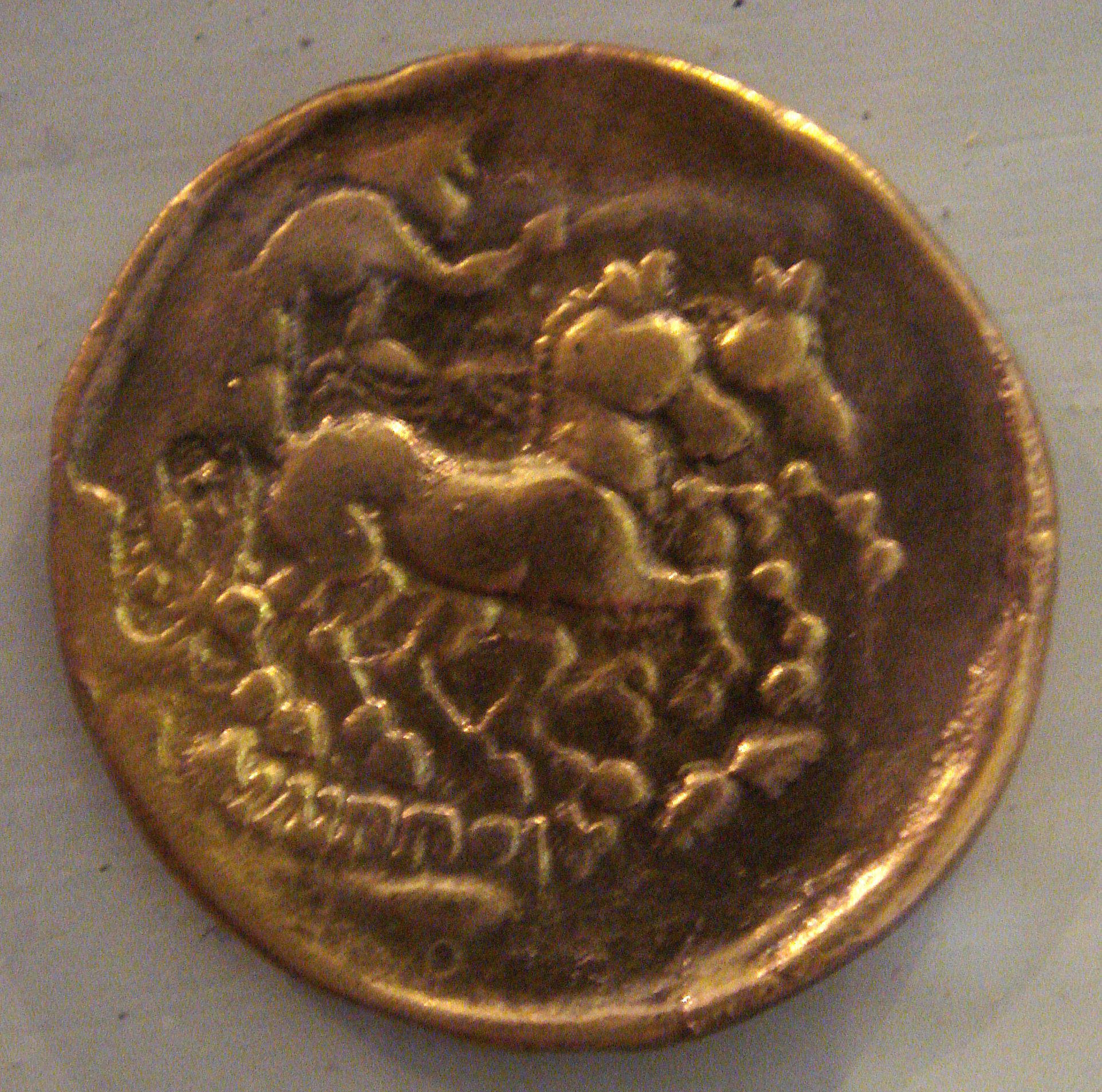
Золотые монеты галлов секван, 5-1st века до н. э.. Монеты ранней Галлии часто были вдохновлены греческой чеканкой.

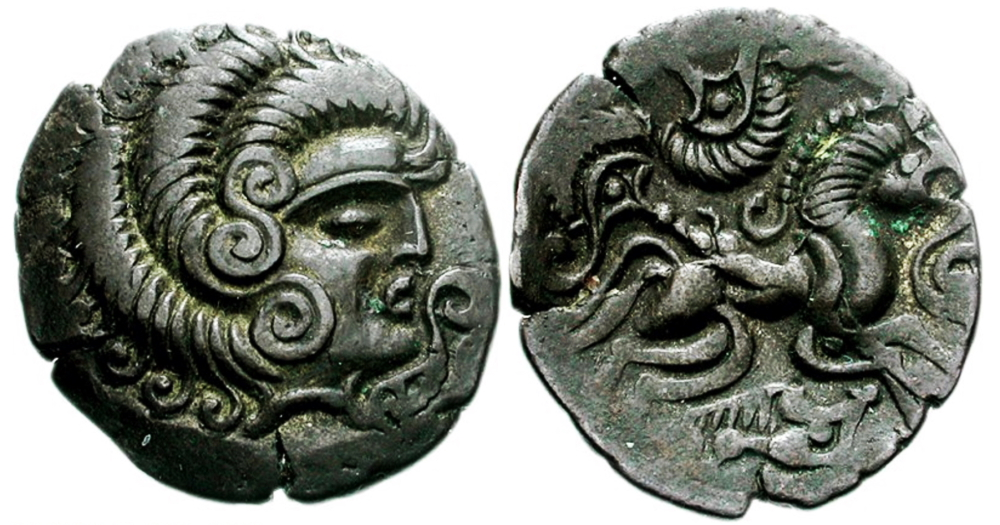
Монета кориосолитов с изображением стилизованной головы и лошади (около 100-50 гг. До н. э.).

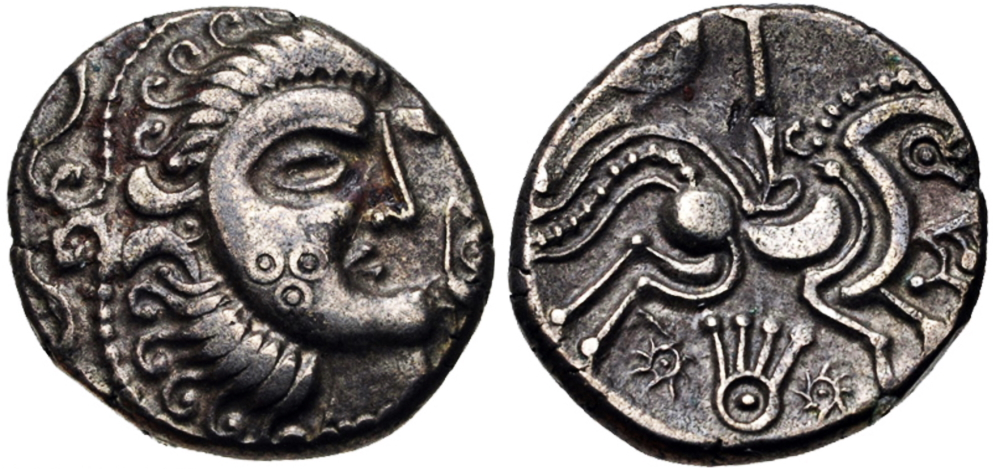
монета Арморика, изображающая стилизованную голову и лошадь (стиль лунной головы Джерси, около 100-50 гг. До н. э.)

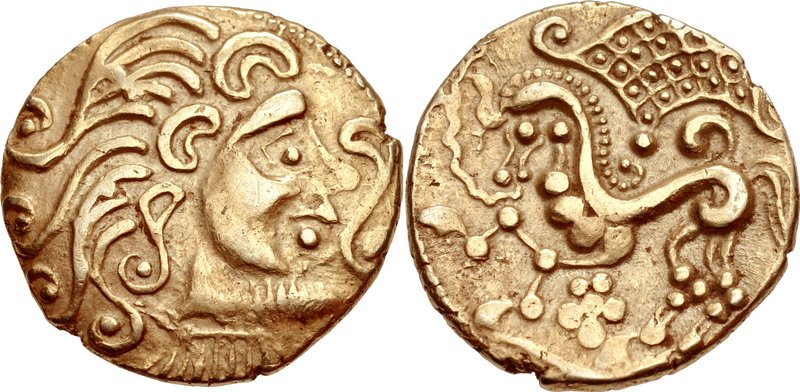
Монета Паризиeв с кельтской версией изображения, II век до нашей эры.

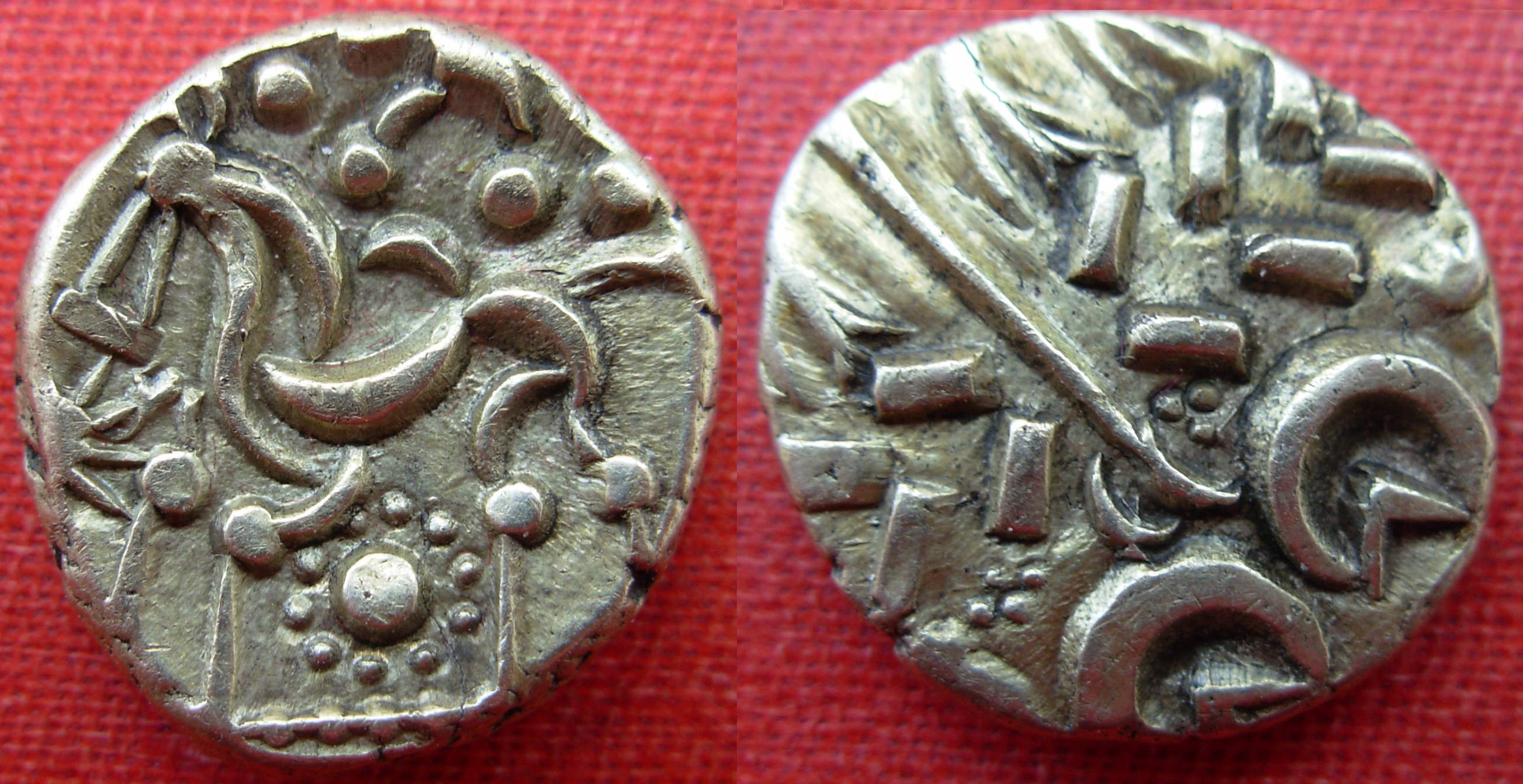
Британский статер (Электрум) из кориелтаувы (ca.50 до н. э.), найденный в современном Линкольншире, варварское подражание тетрадрахмы Филиппа II Македонии.

Галльские золотые статеры, дизайн которых имитировал филиппус, продолжали чеканить вплоть до конца галльской войны три столетия спустя (51 н. э.). Во многих случаях дизайн монет менялся, поскольку он был по своему понят культурами за пределами Греции; в некоторых галльских имитациях волосы Аполлона становились большими и стилизованными, в то время как колесница часто сводилась к одной лошади (иногда с гуманоидной головой), а оставшееся пространство занимали кельтские символы, такие как солнечный крест, голова кабана, или изображение бога солнца Огмия. Монеты были настолько распространены, что во многих древнеримских текстах слово philippeioi используется для обозначения любых тяжелых золотых монет.